# Episodi di The Replacements - Agenzia sostituzioni
Questa voce contiene la lista di episodi della serie televisiva animata The Replacements.

## Stagione 1
- The Jerky Girls
- CindeRiley
- Skate-Gate
- The Insecurity Guard
- Quiet Riot!
- The Truth Hurts
- Jumping Mad
- The Majestic Horse
- Carnie Dearest
- Days of Blunder
- Cheer Pressure
- Going Overboard
- Riley's Birthday
- Halloween Spirits
- German Squirmin'
- The Means Justify the Trend
- Davey Hunkerhoff
- Ratted Out
- Master Pho
- Zoo or False?
- Best Friends For-Never?
- Running From Office
- Field Trippin
- Fiddlin' Around
- Boyzroq
- Ball Hogs
- iTodd
- See Dick Run
- The Perfect Date
- Serf's Up
- The Frog Prince
- Snow Place Like Nome
- A Daring Romance
- Maid for K
- Abra K Dabra!
- Kumquat Day
- London Calling
- Clueless
- Conrad's Day Off

## Stagione 2
- Space Family Daring
- She Works Hard for the Movie
- Volcano Island
- The Rizzle
- The Campiest Episode Ever
- Phoneless in Pleasant Hills
- Garage Sale Daring
- Private Todd
- Hollywoodn't
- Glee by the Sea
- Bowled Over
- A Little Tiff
- Canadian Fakin'
- Tasumi Unmasked
- Pleasant Hills Confidential
- Extra Credit
- You Got Schooled
- Heartbreak in the City
- Puzzle Me Daring
- Dick Daring's All-Star
- Holiday Stunt Spectacular
- A Buzzwork Orange
- Double Trouble
- The Revenge of Prince Cinnamon Boots
- Moustache Mayhem
- Snide and Prejudice
- Art Attack
- Shelton's Bar Mitzvah
- Crushing Riley
- Injustice is Blind
- Truth or Daring
- Todd-Busters
- A Tale of Two Rileys
- Irreplaceable